# Coromandel (miasto w Nowej Zelandii)
Coromandel – miejscowość w Nowej Zelandii, na Wyspie Północnej, w regionie Waikato. W 2023 roku liczyła 1782 mieszkańców.